# Center for American Progress
Le Center for American Progress (CAP) est un laboratoire d'idées américain de tendance progressiste. Fondé en 2003, il est dirigé par Patrick Gaspard depuis 2021. Il est situé à Washington (district de Columbia).
Le Center for American Progress rédige des analyses sur les grands dossiers nationaux et internationaux, couvrant à la fois l'économie, le crédit aux particuliers, la couverture sociale ou la guerre en Irak.

## Objectif
Le but des fondateurs du CAP en 2003 était de faire le pendant aux cercles de réflexion conservateurs comme Heritage Foundation (HF) qui avait autrefois fourni les idées et les stratégies à Ronald Reagan. HF avait alors publié un "livre blanc" pour une administration conservatrice. Bon nombre des membres de HF avaient été également recruté dans la nouvelle administration.
Le CAP poursuit le même objectif avec un programme progressiste, autant ancré à gauche que celui de HF l'est à droite. Il a notamment la prétention de constituer le vivier d'une présidence démocrate.
Le laboratoire d'idées a été fondé par John Podesta, ancien chef de cabinet de la Maison-Blanche sous le mandat de Bill Clinton (1993-2001). À la suite de l'élection de Barack Obama à la présidence des États-Unis, Podesta est nommé directeur de son équipe de transition avec l'administration Bush, évoquant la possibilité pour le CAP de devenir le groupe de réflexion le plus influent de Washington, dans la nouvelle administration Obama.

## Financement
Lors de sa fondation en 2003, le CAP disposait d'un budget d'une dizaine de millions de dollars, donné par de riches sympathisants comme le milliardaire George Soros. 
En 2008, l'organisation est passée de 75 à 150 salariés. Elle dépense annuellement plus de 25 millions de dollars. 
Les pirates russes ont tenté d'extorquer le Centre.

## Communication
En plus de son livre en préparation sur une gouvernance progressiste, intitulé "Recommandations progressistes pour l'Amérique qui change", le CAP communique via un blog intitulé Think Progress. 
Le CAP dirige une station de radio sur laquelle officie parfois le comédien et humoriste engagé à gauche, Al Franken, également candidat en 2008 aux élections sénatoriales dans le Minnesota et ancien présentateur sur Air America Radio. 
Le CAP publie quotidiennement par email une lettre intitulée The Progress Report, proposant une analyse politique et économique d'un point de vue progressiste. Ses rédacteurs sont principalement Faiz Shakir, Amanda Terkel, Satyam Khanna, Matthew Corley, Ali Frick, et Benjamin Armbruster.
Le CAP produit également un bulletin quotidien d'alerte sur le réchauffement climatique.

## Propositions
Si un bon nombre de propositions du CAP ont été reprises en 2008 dans le programme électoral de Barack Obama, certaines sont beaucoup plus marquées à gauche. Ainsi, si le CAP propose de créer une couverture maladie pour les plus démunis, il prévoit une cotisation obligatoire ce que ne propose pas Barack Obama.

## Collaborateurs
- Sandy Berger, ancien conseiller à la sécurité nationale de Bill Clinton,
- Gene Sperling (en) et Laura Tyson, ex-conseillers économiques de Bill Clinton
- Henry Cisneros, ex-secrétaire au Logement
- Lawrence Korb, ex-secrétaire adjoint à la défense de Ronald Reagan,
- Ruy Teixeira, politologue,
- Tom Daschle, ancien sénateur du Dakota du Nord
- Elizabeth Edwards, épouse de John Edwards.

## Critiques
En 2018, le CAP est critiqué pour avoir été financé par le gouvernement des Émirats arabes unis (un montant entre un demi-million et un million de dollars) et en janvier 2019, le CAP décide de ne plus accepter de dons de ce pays. Le CAP explique que le financement émirati n'a jamais eu d'impact sur ses positions,.
Dans le cadre d'un article sur l'influence du lobby saoudien aux États-Unis, Daniel Lazare du Monde diplomatique relève que le CAP a publié un rapport priant l’administration américaine d’intervenir en Syrie (allié de l'Iran et ennemi de l'Arabie saoudite) dans le cas où son président Bachar Al-Assad persisterait à empêcher que de l'« aide humanitaire » soit livrée aux zones rebelles.
Plus largement, le financement d'un laboratoire d'idées se déclarant « progressiste » par des multinationales américaines et des fabricants d'armes est lui aussi critiqué.
Le CAP est aussi critiqué pour avoir financé l'American Enterprise Institute, un laboratoire d'idées conservateur, à hauteur de 200 000 dollars.

## Sources
1. ↑  (en) Michael Riley, « Russian Hackers Said to Seek Hush Money From Liberal Groups », sur Bloomberg.com, 6 mars 2017 (consulté le 7 mars 2017)
2. 1 2 3  (en) Nathan J. Robinson, « Why Is The Center For American Progress Betraying The Left? », Current Affairs, 13 décembre 2018
3. ↑  (en) Sabrina Siddiqui, « Leading liberal thinktank will no longer accept funds from UAE », The Guardian, 25 janvier 2019
4. ↑  Daniel Lazare, « La redoutable influence de Riyad à Washington », sur monde-diplomatique.fr, juillet 2017.

- Un cercle de réflexion à l'assaut de la Maison-Blanche, AP, 12 novembre 2008